# Ebbrittoniella gestroi
Ebbrittoniella gestroi is een keversoort uit de familie Hybosoridae. De wetenschappelijke naam van de soort is voor het eerst geldig gepubliceerd in 1942 door Paulian.